# Rentapia
Genre
Rentapia est un genre d'amphibiens de la famille des Bufonidae.

## Répartition
Les trois espèces de ce genre se rencontrent dans la péninsule Malaise, à Bornéo et à Sumatra.

## Liste des espèces
Selon Amphibian Species of the World (19 décembre 2024) :
- Rentapia everetti (Boulenger, 1896)
- Rentapia hosii (Boulenger, 1892)
- Rentapia flavomaculata Chan, Abraham & Badli-Sham, 2020

## Publication originale
- Chan, Grismer, Zachariah, Brown & Abraham, 2016 : Polyphyly of Asian tree toads, genus Pedostibes Günther, 1876 (Anura: Bufonidae), and the description of a new genus from Southeast Asia. PLOS ONE, vol. 11, no 1, p. e0145903, p. 1–13 (texte intégral).